# Moomin World (Naantali)
Moomin World (en finés: Muumimaailma; en sueco: Muminvärlden) es un parque temático diseñado por Dennis Livson en 1993 y localizado en la isla de Kailo, cercana a Naantali, en Finlandia. Su temática está inspirada en los personajes creados por Tove Jansson, los Mumin.

## Atracciones
La Moominhouse es la principal atracción del parque, aunque todo el conjunto puede ser visitado, destacándose entre los visitantes la fábrica de rosquillas de Mammin Moumine, la estación de bomberos, la fábrica de panqueques, el campamento Snufkins, el barco del padre Moumine.[cita requerida]

## Premios
El periódico británico The Independent lo catalogó en 2005 como uno de los «diez mejores parques temáticos para niños» y en 2007, ganó el premio Golden Pony, dado por la revista Games & Parks Industry.